# Хустська телевежа
Хустська телевежа — телекомунікаційна вежа заввишки 196 м, споруджена у 1975 році в селі Рокосово Хустського району Закарпатської області.

## Характеристика
Висота вежі становить 196 м, з верхнями антенами — 208 м. Висота над рівнем моря — 800 м. Радіус потужності покриття радіосигналом становить 60 км. Прорахунок для DVB-T2 — 180 м.